# Solarpark Lerchenborg
Der Solarpark Lerchenborg ist eine Photovoltaik-Freiflächenanlage in Dänemark, die im Dezember 2015 in Betrieb genommen wurde. Der Solarpark liegt westlich von Kopenhagen in unmittelbarer Nähe zur Ostsee und galt bei Inbetriebnahme als der größte Solarpark Skandinaviens.
Die Anlage verfügt über eine Leistung von 61 MWp und erstreckt sich über eine Fläche von ca. 80 ha. Insgesamt wurden im Zeitraum von 5 Monaten knapp 250.000 Solarmodule von Astronergy und rund 1.750 Wechselrichter von SMA Solar Technology installiert. Das jährliche Regelarbeitsvermögen liegt bei gut 61 Millionen kWh.